# Твёрдое и мягкое C
В латинских орфографиях многих европейских языков (включая английский) существует различие между твёрдым и мягким c, заключающееся в том, что c обозначает две различные фонемы. Звук твёрдого c (которой обычно предшествует гласным заднего ряда a, o и u) — глухой велярный взрывной согласный, /k/ (как в car), а звук мягкого c (обычно перед e, i и y), в зависимости от языка, может быть фрикативом или аффрикатой. В английском языке звук мягкого c — /s/ (как первое и последнее c в circumference).
В классической латыни нет мягкого c, и оно всегда произносится как /k/.

## История
Это чередование появилось в результате исторической палатализации /k/, которая произошла в поздней латыни и привела к изменению произношения звука [k] перед гласными переднего ряда — [e] и [i]. Позже другие языки, не происходящие от латыни, такие как английский, переняли эту особенность как орфографическое соглашение.

## Английский язык
В орфографии английского языка твёрдое c обозначает /k/, а мягкое c — как правило, /s/. Под действием йод-коалесценции /sj/, особенно в безударных слогах, перешло в /ʃ/ в большинстве разновидностей английского языка, в таких словах как ocean, logician и magician. Как правило, мягкое c произносится перед e, i, y; также перед ае и oe в ряде греческих и латинских заимствований (coelacanth, caecum, caesar). Твёрдое c произносится во всех остальных случаях, за исключением буквосочетаний sc, ch и sch, для которых существуют собственные правила произношения. Сочетание cc обычно обозначает /ks/ перед e, i, y, как в словах accident, succeed, and coccyx.
Существуют исключения из общих правил произношения твёрдого и мягкого c:
- c в словах Celt и Celtic было традиционно мягким, но с конца XIX века твёрдое произношение также было признано в качестве сознательного подражания классическому латинскому произношению слова Celtae. Валлийские и гэльские заимствования в английском языке, которые сохраняют своё изначальное написание, такие как ceilidh, cistvaen (может писаться как kistvaen) и Cymric, также произносятся твёрдо. В ирландском и валлийском языках нет буквы K, поэтому все буква c всегда произносится твёрдо;
- c произносится твёрдо в нескольких словах, таких как arcing, synced/syncing, chicer и Quebecer (может писаться как Quebecker), включая слова, обычно пишущиеся с c на конце, с аффиксом, начинающимся с e или i; soccer и recce также произносится с твёрдым c;
- sc в слове sceptic и его деривативах, таких как sceptical и scepticism, обозначает /sk/. Эти слова также могут записываться как skeptical и skepticism соответственно;
- cc в слове flaccid иногда обозначает только мягкий c (/ˈflæsɪd/), что является упрощением произношения /ˈflæksɪd/;
- c является немым перед t в слове indict и его деривативах, таких как indictment, в названии штата США Коннектикут (Connecticut) и в некоторых вариантах произношения Arctic и Antarctic;
- в некоторых словах, таких как facade и limacon, мягкое c возникает перед a, o, u и может помечаться посредством седили (façade, limaçon).

Немое e может появляться после c на конце слова или одного из корней сложного слова. E может выполнять маркировочную функцию, указывая на то, что предыдущее c является мягким, как в словах dance и enhancement. Немое e часто дополнительно указывает на то, что гласная перед c является долгой, как в rice, mace и pacesetter.
При добавлении суффиксов на e, i, y (-ed, -ing, -er, -est, -ism, -ist, -y, -ie) к корням слов, оканчивающихся на ce, конечное e корня часто опускается, сохраняя мягкое c, как в водили danced, dancing, dancer, образованных от dance. Суффиксы -ify и -ise/-ize могут быть добавлены к большинству существительных и прилагательных, образовывая новые глаголы. Произношение c во вновь придуманных словах с использованием этих суффиксов не всегда понятно. Диграф ck может быть использован для сохранения твёрдого произношения c в формах и деривативах слов, например, trafficking от глагола traffic.
В английском языке есть несколько случаев, когда твёрдое и мягкое c чередуются при добавлении суффиксов, как в словах critic/criticism и electric/electricity (в слове electrician мягкое c произносится как /ʃ/ из-за йод-коалесценции).

### Буквосочетания
Ряд сочетаний букв следуют своим собственным нормам произношения, поэтому к ним неприменимо деление c на твёрдое и мягкое. Например, ch может обозначать /tʃ/ (как в chicken), /ʃ/ (как в chef) или /k/ (как в choir). Правилам произношения твёрдого и мягкого c также не следуют cz, sc, cs, tch, sch и tsch. Они присутствуют преимущественно в заимствованных словах.
В нескольких словах (recce, soccer, Speccy), cc вписывается в обычные правила произношения c: перед e, i, y второе c мягкое, а первое — твёрдое. Такие слова, как accept и success произносятся с /ks/, а такие, как succumb и accommodate — с /k/. Исключение составляют заимствования из итальянского языка, такие как cappuccino, где cc обозначает /tʃ/.
Многие топонимы и другие имена собственные на -cester (от древнеанглийского ceaster, обозначающего каструм или обнесённый стеной город) произносятся через /stər/, например Worcester (/ˈwʊstər/), Gloucester (/ˈɡlɒstər/ или /ˈɡlɔːstər/) и Leicester (/ˈlɛstər/). Произношение /s/ возникает как комбинация исторически мягкого произношения c и исторической элизии первой гласной суффикса.

### Итальянские заимствования
Оригинальное написание и произношение итальянских заимствований в основном сохранилось. Многие английские слова, заимствованные из итальянского языка, следуют определенному набору правил произношения, соответствующих правилам итальянского языка. Итальянское мягкое c — это /tʃ/ (как в cello и ciao), а твёрдое c — такое же, как и в английском языке. В итальянской орфографии используется ch для указания на твёрдое произношение перед e и i, по аналогии с английскими k (как в kill и keep) и qu (как в mosquito и queue).
Помимо твёрдого и мягкого c, диграф sc обозначает /ʃ/, когда стоит перед e или i (как в crescendo и fascia). Между тем, sch в итальянском языке обозначает /sk/, а не /ʃ/, но англоговорящие обычно неправильно произносят его как /ʃ/ из-за знакомства с немецким произношением. В итальянском используется cc для указания на геминацию /kk/ перед a, o, u или /ttʃ/ перед e и i. В английском согласные обычно не удваиваются и, следовательно, заимствования с мягким cc произносятся через /tʃ/, как в cappuccino, произносимом как /ˌkæpəˈtʃinoʊ/.

### Проблемы суффиксации
Редко встречается использование необычных суффиксальных форм для создания неологизмов. Например, слова sac и bloc являются стандартными, но добавление -iness или -ism (продуктивных аффиксов английского языка) создало бы написание, которое указывает на мягкое произношение c (saciness и blocism). Потенциальным средством для избежания этого является изменение написания на sackiness и blockism, хотя никаких стандартных соглашений для таких случаев не существует.

### Замена наk
Иногда k заменяет c, ck или qu в качестве тропа для придания слову жёсткого или причудливого вида. Среди примеров — франшиза Mortal Kombat и названия продуктов, такие как Kool-Aid и Nesquik. Также k используется для придания экстремистских или расистских коннотаций. Например, Amerika или Amerikkka (где k напоминает немецкий язык и тоталитарный нацистский режим, а также расистский Ку-клукс-клан).

## Другие языки
В большинстве современных романских языков есть твёрдое и мягкое c, за исключением тех, которые подверглись орфографическим реформам, таких как сефардский, и архаичных вариантов, таких как сардинский. В некоторых нероманских языках, таких как немецкий, датский и нидерландский, c используется в заимствованных словах, и это различие также присутствует. Произношение мягкого c, возникающего перед e, i и y, в зависимости от языка:
- [t͡ʃ] в итальянском[9], румынском и древнеанглийском языках;
- [s] в английском, французском[3], португальском[10], каталонском[11], латиноамериканском испанском[3], нидерландском и скандинавских языках;
- [θ] в европейском испанском[3];
- [t͡s] в словах, заимствованных в немецкий язык. Это одно из наиболее архаичных произношений, оно было таким также в староиспанском, старофранцузском и других исторических языках, где оно теперь произносится как /s/. Большинство языков в Восточной и Центральной Европе стали использовать c только для /t͡s/, а k только для /k/ (включая славянские языки, использующие латиницу, венгерский, албанский и балтийские языки).

Твёрдое c произносится во всех остальных позициях и представляет собой /k/ во всех вышеупомянутых языках.
В итальянском и румынском языках орфографическое соглашение для обозначения /k/ перед гласными переднего ряда заключается в добавлении h (как в итальянском слове chiaro, /ˈkjaːro/). В каталонском, португальском, испанском и французском языках для той же цели используется qu.
Во французском, каталанском, португальском и староиспанском языках используется седиль для обозначения мягкого произношения — /s/, когда в противном случае c обозначало бы твёрдое (как во французском garçon /ɡaʁsɔ̃/; португальском coração /koɾaˈsɐ̃w̃/; каталанском caçar /kəˈsa/). Похожая практика есть и в испанском, но вместо ç используется z (например, corazón /koɾaˈθon/).
В орфографиях ирландского и шотландского языков большинство согласных, в том числе с имеют «широкий» (веляризованный) и «узкий» (палатализованный) варианты, для большинства согласных определяемые на основе того, какой гласный является следующим — a, o, u или e, i соответственно. В ирландском с обычно обозначает твёрдый звук — /k/, а мягкий /c/ — перед e и i или после i. В шотландском широкое c обозначает звуки /kʰ/, /ʰk/, /k/, а узкое c — /kʰʲ/, /ʰkʲ/, /kʲ/, в зависимости от фонетического окружения.
В ряде орфографий нет различия между твёрдым и мягким c. C всегда твёрдое в валлийском, но всегда мягкое в славянских языках, венгерском, ханьюй пиньинь (системе транскрипции путунхуа, где оно обозначает /t͡sʰ/), индонезийском и во многих транскрипциях языков Индии, таких как санскрит и хинди, где оно всегда обозначает /t͡ʃ/.
В шведском языке есть похожий феномен с твёрдым и мягким k: это результат аналогичного исторического развития палатализации. Мягкое k обычно представляет собой палатальный [ç] или альвеоло-палатальный [ɕ], и возникает не только перед e, i и y, но также и перед j, ä и ö. Другая подобная система с твёрдым и мягким k есть в фарерском языке, где твёрдое k — это /kʰ/, а мягкое — /tʃʰ/, и турецком языке, где мягкое k — это /c/.
Во вьетнамском алфавите, хотя он и основан на европейских орфографиях, нет твёрдого и мягкого c как такового. Буква c, находящаяся вне диграфа ch, всегда обозначает твёрдый звук /k/. Однако c никогда не встречается в «мягких» позициях, т. е. перед i, y, e, ê, где вместо неё используется k, в то время как k никогда не встречается в других позициях, за исключением диграфа kh и нескольких заимствованных слов. Хо Ши Мин предложил упрощённую орфографию, показанную в названии одной из его книг, Đường kách mệnh.